# Pavel Vlad
Pavel Vlad (n. 6 iunie 1936 – d. 26 martie 2017) a fost un specialist în domeniul chimiei organice, bioorganice și a compușilor naturali și biologic activi, membru corespondent (1989) și apoi membru titular (1992) al Academiei de Științe a Moldovei.
Între anii 1995-2004, a îndeplinit funcția de vicepreședinte al Academiei de Științe a Moldovei.